# Dubovany
Dubovany é um município da Eslováquia, situado no distrito de Piešťany, na região de Trnava. Tem 11,34 km² de área e sua população em 2018 foi estimada em 1.040 habitantes.

## Demografia
| Ano:        | 1994 | 2004   | 2014   | 2024    |
| ----------- | ---- | ------ | ------ | ------- |
| Broj ljudi: | 871  | 935    | 1004   | 1107    |
| Razlika:    |      | +7,34% | +7,37% | +10,25% |

| Ano:               | 2023 | 2024   |
| ------------------ | ---- | ------ |
| Número de pessoas: | 1088 | 1107   |
| Diferença:         |      | +1,74% |